# リーマンゼータ関数

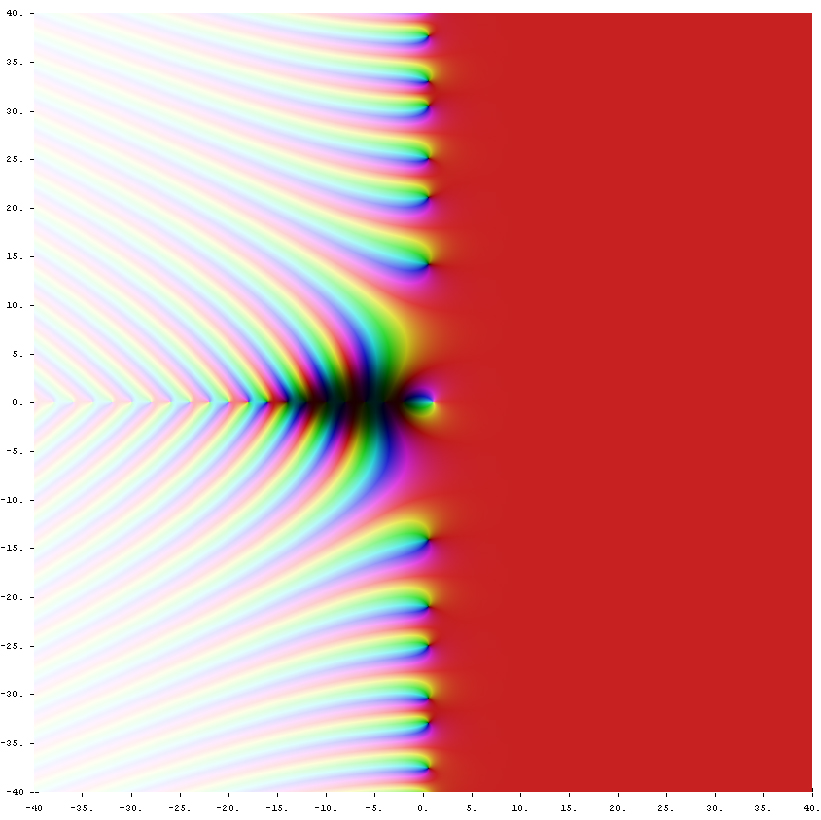
複素数平面上のリーマンゼータ関数。点 s における色が ζ (s) の値を表しており、濃いほど 0 に近い。色調はその値の偏角を表しており、例えば正の実数は赤である。s = 1 における白い点は極であり、実軸の負の部分および臨界線 Re s = 1/2 上の黒い点は零点である。

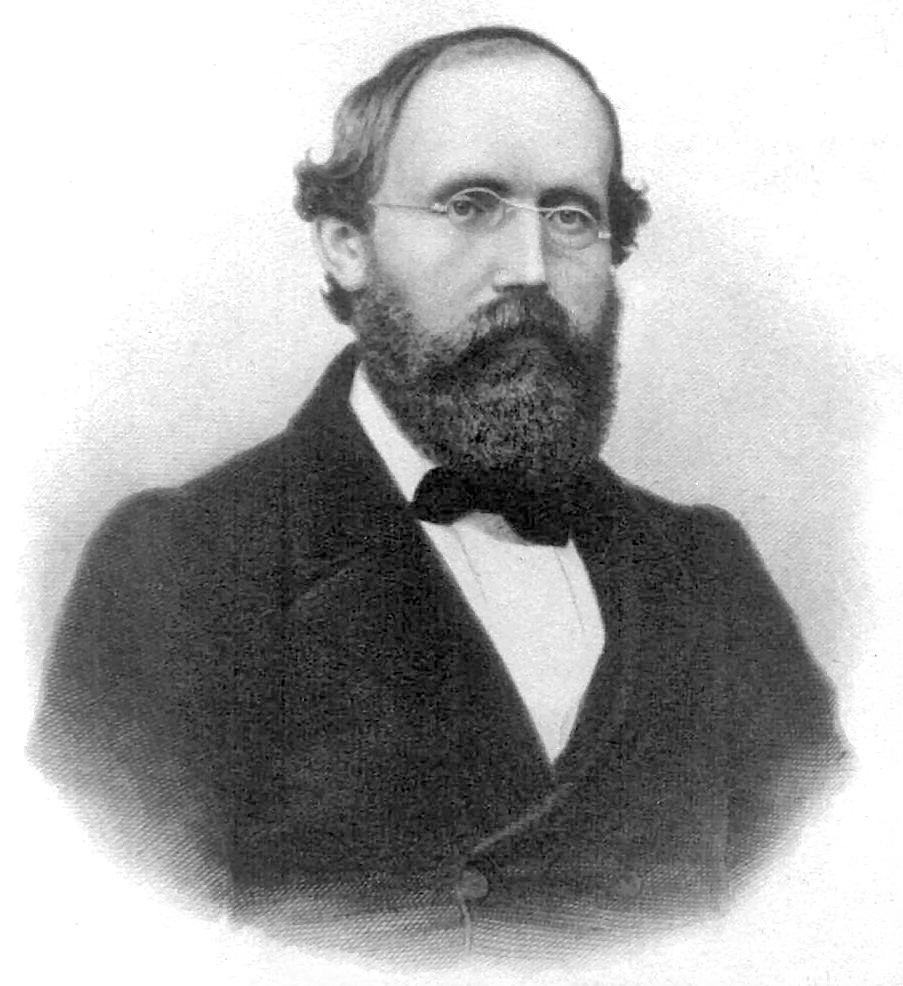
19世紀を代表する数学者、ベルンハルト・リーマン。

数学におけるリーマンゼータ関数（リーマンゼータかんすう、英: Riemann zeta function、独: Riemannsche zeta funktion、中: 黎曼泽塔函数）は、18世紀にバーゼル問題を解決したレオンハルト・オイラーによる（現在リーマンゼータ関数と呼ばれる）関数の特殊値に関する重要な発見から始まり、後世により重要な貢献をしたベルンハルト・リーマンが用いた ζ による表記にちなみ、リーマンゼータ関数またはリーマンのゼータ関数とも呼ばれる。リーマンゼータ関数は、数学の分野のひとつである解析的整数論において素数分布の研究をはじめとした重要な研究対象であり、数論や力学系の研究をはじめ数学や物理学などの様々な分野で用いられているゼータ関数と呼ばれる一連の関数の中でも、最も歴史的に古いものである。
リーマンゼータ関数は、s を複素数、n を自然数とするとき、
{\displaystyle \zeta (s):=\sum _{n=1}^{\infty }{\frac {1}{n^{s}}}=1+{\frac {1}{2^{s}}}+{\frac {1}{3^{s}}}+{\frac {1}{4^{s}}}+\cdots }
で定義される関数 ζ のことをいう。上記の級数は s の実部が 1 より真に大きい複素数のとき，すなわち Re s > 1 のときに収束する（なお s = 1 のとき調和級数となり発散する）が、解析接続によって s = 1 を一位の極とし、それ以外のすべての複素数において正則な有理型関数となる。
整数論に対するリーマン予想とその応用の重要性が際立っているため、リーマンゼータ関数に関連するトピックは依然として数学研究の中心分野として残っている。特に、エルンスト・リンデレーフ、ジャック・アダマール、チャーリー・ジャン、ゴットフレイ・ハーディ、ジョン・リトルウッド、アトル・セルバーグ、セルゲイ・ヴォロニン、ブライアン・コーレイなどの数学者により、リーマンゼータ関数は決定的な進歩を遂げた。

## 解析接続

### ディリクレ級数とオイラー積
ゼータ関数の重要な特徴は素数との関わりが深いことであり、この関係を最初に発見したオイラーにちなんでオイラー積と名付けられた。任意の自然数は、一意の素因数分解をもつ。このため s > 1 とし、
{\displaystyle \prod _{p{\text{:prime}}}\sum _{n_{p}=0}^{\infty }{\frac {1}{p^{s\cdot n_{p}}}}={\biggl (}1+{\frac {1}{2^{s}}}+{\frac {1}{2^{2s}}}+\cdots {\biggr )}\!{\biggl (}1+{\frac {1}{3^{s}}}+{\frac {1}{3^{2s}}}+\cdots {\biggr )}\!{\biggl (}1+{\frac {1}{5^{s}}}+{\frac {1}{5^{2s}}}+\cdots {\biggr )}\cdots }
を考え、右辺の括弧を展開すれば、右辺にはどのような自然数 n についても n−s が一度だけ現れる。このため次が成り立つ。
{\displaystyle \zeta (s)=\sum _{n=1}^{\infty }{\frac {1}{n^{s}}}=\prod _{p{\text{:prime}}}\sum _{n_{p}=0}^{\infty }{\frac {1}{p^{s\cdot n_{p}}}}=\prod _{p{\text{:prime}}}\sum _{n_{p}=0}^{\infty }p^{-s\cdot n_{p}}=\prod _{p{\text{:prime}}}{\frac {1}{1-p^{-s}}}}
ただし、無限積はすべての素数 p について取る。これが、リーマンゼータ関数のオイラー積表示である。これを拡張し、ディリクレ級数は以下の式の左辺で定義され、一方右辺はそのオイラー積で、実部が 1 より大きい複素数 s に対して、関数 f (n) が乗法的関数（すなわち f (mn) = f (m) f (n) が成り立つ関数）であるのならば、
{\displaystyle \sum _{n=1}^{\infty }{\frac {f(n)}{n^{s}}}=\prod _{p{\text{:prime}}}{\frac {1}{1-f(p)\,p^{-s}}}}
と表示される。

### メリン変換
ゼータ関数を解析接続するためには、オイラーが導入したガンマ関数 Γ (s) が必要となる。ガンマ関数 Γ (s) は、Re (s) > 0 となる複素数の範囲で、
{\displaystyle \varGamma (s)=\int _{0}^{\infty }e^{-t}\,t^{s-1}\,{\rm {d}}t}
のように定義されており、ここにおいて t = nx と変数を変換し、積分変数を x と決定すれば、
{\displaystyle \varGamma (s)=\int _{0}^{\infty }n^{s}\,e^{-nx}\,x^{s-1}\,{\rm {d}}x}
から、
{\displaystyle {\frac {1}{n^{s}}}={\frac {1}{\varGamma (s)}}\int _{0}^{\infty }e^{-nx}\,x^{s-1}\,{\rm {d}}x}
となる。これをゼータ関数に代入したとき、被積分関数は広義一様に絶対収束するため項別に積分する（極限と積分を入れ替える）ことができて、
{\displaystyle \zeta (s)={\frac {1}{\varGamma (s)}}\int _{0}^{\infty }\!{\frac {x^{s-1}}{e^{x}-1}}\,{\rm {d}}x}
となる。これによって、リーマンゼータ関数 ζ (s) が積分によって表示された。

### 解析接続
まず、ゼータ関数が Re s > 1 のもとで絶対収束することを以下に証明する。
前項でゼータ関数の積分表示を示した。すなわち、
{\displaystyle \zeta (s)={\frac {1}{\varGamma (s)}}\int _{0}^{\infty }\!{\frac {x^{s-1}}{e^{x}-1}}\,{\rm {d}}x}
である。この積分表示に対して、ベルヌーイ数の指数型母関数を f (x) とおき、さらに、
{\displaystyle g(s)=\int _{0}^{1}\!{\frac {x^{s-1}}{e^{x}-1}}\,{\rm {d}}x+\int _{1}^{\infty }\!{\frac {x^{s-1}}{e^{x}-1}}\,{\rm {d}}x}
のように記述すれば、
{\displaystyle g(s)=\int _{0}^{\infty }x^{s-2}\,f(x)\,{\rm {d}}x}
であり、g (s) は Re s > 1 で収束する。これに部分積分を適用すると、
{\displaystyle g(s)={\Biggl [}{\dfrac {x^{s-1}}{s-1}}\,f(x){\Biggr ]}_{0}^{\infty }-{\frac {1}{s-1}}\int _{0}^{\infty }x^{s-1}\,f'(x)\,{\rm {d}}x}
が得られる。

## ゼータ関数の特殊値
リーマンゼータ関数に整数を代入した際の値をリーマンゼータ値または単にゼータ値という。任意の正の偶数 2n に対して、
{\displaystyle \zeta (2n)={\frac {(-1)^{n+1}\,(2\pi )^{2n}\,B_{2n}}{2\,(2n)!}}}
と表すことができる。ここで、B2n は 2n 番目のベルヌーイ数である。
また n ≥ 1 のとき、
{\displaystyle \zeta (-n)={\frac {(-1)^{n}\,B_{n+1}\,}{\,n+1\,}}}
が成り立つ。
しかるに複素数 s が負の偶数であれば ζ (s) = 0 であり、これらをリーマンゼータ関数の 自明な零点 と呼ぶ。これらの表示はオイラーによる。具体的には、

{\displaystyle \zeta (0)=-{\frac {1}{2}}}
{\displaystyle \zeta (2)=\sum _{n=1}^{\infty }{1 \over {n^{2}}}={\pi ^{2} \over 6}=1.6449\dots }（→バーゼル問題）
{\displaystyle \zeta (4)=\sum _{n=1}^{\infty }{1 \over {n^{4}}}={\pi ^{4} \over 90}=1.0823\dots }
{\displaystyle \zeta (6)=\sum _{n=1}^{\infty }{1 \over {n^{6}}}={\pi ^{6} \over 945}=1.0173\dots }
{\displaystyle \zeta (8)=\sum _{n=1}^{\infty }{1 \over {n^{8}}}={\frac {\pi ^{8}}{9450}}=1.00407\dots }
{\displaystyle \zeta (10)=\sum _{n=1}^{\infty }{1 \over {n^{10}}}={\frac {\pi ^{10}}{93555}}=1.000994\dots }
{\displaystyle \zeta (12)=\sum _{n=1}^{\infty }{1 \over {n^{12}}}={\frac {691\pi ^{12}}{638512875}}=1.000246\dots }
{\displaystyle \zeta (14)=\sum _{n=1}^{\infty }{1 \over {n^{14}}}={\frac {2\pi ^{14}}{18243225}}=1.0000612\dots }

が成り立つ。ここで、
{\displaystyle \zeta (2n)=\eta _{n}\,\pi ^{2n}}
とおくと、

{\displaystyle \eta _{1}={\frac {1}{6}}}
{\displaystyle \eta _{n}=\sum _{\ell =1}^{n-1}(-1)^{\ell -1}\,{\frac {\eta _{n-\ell }}{(2\ell +1)!}}+(-1)^{n+1}\,{\frac {n}{(2n+1)!}}}

が成り立つ。この漸化式はベルヌーイ数の漸化式から導かれる。
{\displaystyle s}{\displaystyle =2n+1,\{\,n\mid \,n\in \mathbb {Z} ^{+}\}}、つまり、3以上の正の奇数の場合、積分表示をすれば次の通りである。尚、次の {\displaystyle B_{2n+1}(x)} は、ベルヌーイ多項式である。
{\displaystyle \zeta (2n+1)={\dfrac {(-1)^{n+1}(2\pi )^{2n+1}}{2\cdot (2n+1)!}}\,\int _{0}^{1}{\dfrac {B_{2n+1}(x)}{\tan(\pi x)}}\,\mathrm {d} x}
またラマヌジャンなどは彼が産み出した保型形式により次のような表示式を得ている。尚、{\displaystyle B_{n}}はベルヌーイ数である。
{\displaystyle \zeta (4n-1)={\frac {(2\pi )^{4n-1}}{2}}\sum _{k=0}^{2n}(-1)^{k+1}\,{\frac {B_{2k}}{(2k)!}}\,{\frac {B_{4n-2k}}{(4n-2k)!}}-2\sum _{k=1}^{\infty }{\frac {k^{-4n+1}}{e^{2\pi k}-1}}}
{\displaystyle \zeta (4n+1)={\frac {(2\pi )^{4n+1}}{2^{4n+1}-2}}\sum _{k=0}^{2n+1}(-1)^{k+1}\,{\frac {2^{2k}B_{2k}}{(2k)!}}\,{\frac {B_{4n+2-2k}}{(4n+2-2k)!}}-{\frac {2^{4n+1}}{2^{4n}-1}}\sum _{k=1}^{\infty }{\frac {k^{-4n-1}}{e^{\pi k}+(-1)^{k}}}}
小さい正の奇数については、

{\displaystyle \zeta (1)=\sum _{n=1}^{\infty }{1 \over {n}}=\infty } （→調和級数）
{\displaystyle \zeta (3)=\sum _{n=1}^{\infty }{1 \over {n^{3}}}=1.20205\dots }（アペリーの定数）
{\displaystyle \zeta (5)=\sum _{n=1}^{\infty }{1 \over {n^{5}}}=1.03692\dots }
{\displaystyle \zeta (7)=\sum _{n=1}^{\infty }{1 \over {n^{7}}}=1.00834\dots }
{\displaystyle \zeta (9)=\sum _{n=1}^{\infty }{1 \over {n^{9}}}=1.002008\dots }

などが数値的に成り立っている。これらに関して、

{\displaystyle \zeta (3)={\frac {\pi ^{2}}{7}}\left\{1-4\sum _{k=1}^{\infty }{\frac {\zeta (2k)}{(2k+1)(2k+2)\,2^{2k}}}\right\}}
{\displaystyle \zeta (5)={\frac {1}{294}}\,\pi ^{5}-{\frac {72}{35}}\sum _{n=1}^{\infty }{\frac {1}{n^{5}\,(e^{2\pi n}-1)}}-{\frac {2}{35}}\sum _{n=1}^{\infty }{\frac {1}{n^{5}\,(e^{2\pi n}+1)}}}
{\displaystyle \zeta (5)={\frac {1}{270}}\,\pi ^{5}-{\frac {32}{15}}\sum _{n=1}^{\infty }{\frac {1}{n^{5}\,\left(e^{\pi n}+(-1)^{n}\right)}}}
{\displaystyle \zeta (5)=12\sum _{n=1}^{\infty }{\frac {1}{n^{5}\,\sinh \pi n}}-{\frac {39}{20}}\sum _{n=1}^{\infty }{\frac {1}{n^{5}\,(e^{2\pi n}-1)}}-{\frac {1}{20}}\sum _{n=1}^{\infty }{\frac {1}{n^{5}\,(e^{2\pi n}+1)}}}
{\displaystyle \zeta (7)={\frac {19}{56700}}\,\pi ^{7}-2\sum _{n=1}^{\infty }{\frac {1}{n^{7}\,(e^{2\pi n}-1)}}}

という級数が知られている。アペリーの定理によると ζ(3) は無理数である（1978年、ロジェ・アペリ）。また、ζ(5), ζ(7), ζ(9), ζ(11)のうち少なくとも1つは無理数であること、ζ(2n+1)のうち無限個は無理数であることも証明されている。
また負の奇数に対しては代数的K理論のK群を用いた表示がRognes-Weibelにより得られている：kを1以上の整数とすると
{\displaystyle \zeta (1-2k)=2\cdot (-1)^{k}\cdot {\dfrac {|K_{4k-2}(\mathbb {Z} )|}{|K_{4k-1}(\mathbb {Z} )|}}}

## 級数との関係

ゼータ関数と級数の関係の視覚化。緑線はsの虚数部を0.01から10まで変化させたときのの軌道を表す。

複素平面上で複素数はベクトルとして表され、和はベクトルの和で表される。このため級数
{\displaystyle \sum _{k=1}^{n}k^{-s}}
は {\displaystyle k=1..n} に対する {\displaystyle k^{-s}} を連結したものとなる。この図形は{\displaystyle n}が大きくなると、{\displaystyle \zeta (s)}を中心とする螺旋に漸近する。実際に{\displaystyle n}が大きいとき以下の近似式が成り立つ。
{\displaystyle \sum _{k=1}^{n}k^{-s}\approx {\frac {n^{-s+1}}{-s+1}}+\zeta (s)}
このことは {\displaystyle \zeta (s)} が オイラー・マスケローニ定数の一般化とみなせることを示している。
{\displaystyle \mathrm {Re} (s)>1} のとき、{\displaystyle n}を変化させたときの {\displaystyle {\frac {n^{-s+1}}{-s+1}}} が描く軌跡は原点に収束する螺旋となり、{\displaystyle \mathrm {Re} (s)=1} のとき、原点を中心とする半径 {\displaystyle {\frac {1}{\mathrm {Im} (s)}}} の円、{\displaystyle \mathrm {Re} (s)<1} のとき、原点を中心として外に広がる螺旋となる。このために、級数は{\displaystyle \mathrm {Re} (s)>1}で{\displaystyle \zeta (s)}に収束し、それ以外の場合は「 {\displaystyle \zeta (s)} を中心として」発散する。
{\displaystyle s=1+iy} とし、{\displaystyle y} を 0 に近づけると、{\displaystyle \zeta (s)} の実数部はオイラー・マスケローニ定数に収束し、虚数部は{\displaystyle y}が正の方向から近づくとき{\displaystyle -\infty }、{\displaystyle y}が負の方向から近づくとき{\displaystyle \infty } となる。

## オイラー積
ゼータ関数と素数との最初の関連はオイラーによって示された。リーマンゼータ関数は、全ての素数 p に関する無限積である
{\displaystyle \zeta (s)=\prod _{p:{\text{prime}}}\!{\frac {1}{1-p^{-s}}}}
という形で表すことができる。これをオイラー積あるいはオイラー表示という。この無限積が sの実部Re(s) > 1 のときゼータ関数に絶対収束していることは、幾何級数（等比級数）の公式
{\displaystyle {\frac {1}{1-p^{-s}}}=\sum _{n=0}^{\infty }(p^{-s})^{n}=1+p^{\!-s}+p^{\!-2s}+\cdots }
が絶対収束すること（特に有限和のように分配法則が成り立つこと）に注意して、十分に大きな素数 p を固定し、それ以下の素数 p をわたる有限積を作り、その{\displaystyle p\to \infty } とした極限を考えることで示すことができる。この部分有限積の展開について、自然数 n の最大素因数が p であれば、そこまでの有限積の中に n が含まれるため、上のようなゼータ関数のオイラー積表示が成り立っている。オイラー積 § ゼータ関数に対するオイラー積も参照。

## オイラー積に基づく等式
２つのゼータ関数値の関係を表す、次の等式がある。
{\displaystyle \prod _{p:{\text{prime}}}\!{\frac {p^{s}+1}{p^{s}-1}}={\frac {\zeta (s)^{2}}{\zeta (2s)}},\quad \{s\mid s\in \mathbb {R^{+}} \}}
この等式は、次の通りオイラー積に基づく単純な式変形により導かれる。
{\displaystyle \prod _{p:{\text{prime}}}\!{\frac {p^{s}+1}{p^{s}-1}}=\prod _{p:{\text{prime}}}\!{\frac {p^{s}+1}{p^{s}-1}}{\frac {p^{s}-1}{p^{s}-1}}=\prod _{p:{\text{prime}}}\!{\frac {1-p^{-2s}}{(1-p^{-s})^{2}}}={\frac {\zeta (s)^{2}}{\zeta (2s)}}}．
この等式の発見者について、オイラーは包括的なオイラー積の生みの親であるが、ラマヌジャンはs = 2の場合を発見していたとされる。
s = 2の場合、等式は次の通りである。
{\displaystyle \prod _{p:{\text{prime}}}\!{\frac {p^{2}+1}{p^{2}-1}}={\frac {\zeta (2)^{2}}{\zeta (4)}}=\left({\frac {\pi ^{2}}{6}}\right)^{2}/\left({\frac {\pi ^{4}}{90}}\right)={\frac {5}{2}}}．
s が正の偶数の場合、ゼータ関数の特殊値より、この等式の値は、ベルヌーイ数と整数階乗のみの計算となるため、結果的に有理数となる。

## ゼータ関数の表示と関数等式
ゼータ関数は次のような表示も持つ：
{\displaystyle \zeta (s)=\exp \!\left({\frac {\gamma +\log \pi }{2}}\,s-\log 2\right){\frac {1}{s-1}}\,\prod _{\rho }\left(1-{\frac {s}{\rho }}\right)\,\prod _{n=1}^{\infty }\left(1+{\frac {s}{2n}}\right)e^{\!-{s/2n}}}
ここで  ρ に関する積はリーマン・ゼータ関数の複素零点全体をわたるものとする。この式から、
{\displaystyle \zeta (s)-{\frac {1}{s-1}}}
は整関数であることが分かる。実際
{\displaystyle \zeta (s)-{\frac {1}{s-1}}=\gamma -\gamma _{1}(s-1)+\gamma _{2}(s-1)^{2}-\dots }
ここで  γ はオイラーの定数、γi はスティルチェス定数と呼ばれているものである。オイラーは1749年に
{\displaystyle \zeta (s)(1-{2^{\,1-s}})=\sum _{n=1}^{\infty }{\frac {(-1)^{n+1}}{n^{s}}}}
という式を推測している。
またゼータ関数は、リーマンの1859年の論文『与えられた数より小さい素数の個数について』の中で
{\displaystyle \zeta (s)=2^{s}\,\pi ^{s-1}\,\sin \left({\frac {\pi s}{2}}\right)\,\Gamma (1-s)\,\zeta (1-s)}
という関数等式を持つことが示された。ここで Γ はガンマ関数である。これは複素解析的関数の解析接続が初めて明示的に行われた例である。
s = −2n （n は正の整数）を代入すると
{\displaystyle \zeta (-2n)=2^{-2n}\,\pi ^{\!-2n-1}\sin(-n\pi )\,\Gamma \!(1+2n)\zeta (1+2n)}
sin (−nπ) = 0 であり他の因子は有限値なので ζ(−2n) = 0 である。したがって −2n はゼータ関数の零点である。
次のように修正されたゼータ関数（これは実質的にリーマンによって導入され、完備化されたゼータ関数と呼ばれる）
{\displaystyle \xi (s)=\pi ^{\!-s/2}\,\,\Gamma \!\left({\frac {s}{2}}\right)\,\zeta (s)}
は s と 1 − s に関する以下のような対称的な関数等式を持つ：
{\displaystyle \xi (s)=\xi (1-s)}
（リーマンのクシー関数も参照。）
また、次のような重積分でも表記できる。
{\displaystyle \zeta (n)=\int _{0}^{1}\int _{0}^{1}\int _{0}^{1}\cdots \int _{0}^{1}{\frac {1}{1-x_{1}x_{2}x_{3}\cdots x_{n}}}dx_{1}dx_{2}dx_{3}\cdots dx_{n}}

{\displaystyle \zeta (n)={\frac {1}{1-2^{1-n}}}\int _{0}^{1}\int _{0}^{1}\int _{0}^{1}\cdots \int _{0}^{1}{\frac {1}{1+x_{1}x_{2}x_{3}\cdots x_{n}}}dx_{1}dx_{2}dx_{3}\cdots dx_{n}}
https://ameblo.jp/titchmarsh/entry-12796956450.html　参照

## 関数等式の導出
関数等式は以下のようにして求まる。ガンマ関数の定義と変数の置き換えにより
{\displaystyle \int _{0}^{\infty }x^{s \over 2}e^{-n^{2}\pi x}\,{\frac {dx}{x}}={\Gamma \left({s \over 2}\right) \over {n^{s}\pi ^{s \over 2}}}.}
{\displaystyle \mathrm {Re} (s)>1}であるならば、以下の式の和と積分を入れ替えることができる。
{\displaystyle {\frac {\Gamma \left({\frac {s}{2}}\right)\zeta (s)}{\pi ^{s/2}}}=\sum _{n=1}^{\infty }\int \limits _{0}^{\infty }x^{s \over 2}e^{-n^{2}\pi x}\,{\frac {dx}{x}}=\int _{0}^{\infty }x^{s \over 2}\sum _{n=1}^{\infty }e^{-n^{2}\pi x}\,{\frac {dx}{x}}.}
ここで  {\displaystyle \psi (x):=\sum _{n=1}^{\infty }e^{-n^{2}\pi x}}  とおくと 
{\displaystyle \zeta (s)={\pi ^{s \over 2} \over \Gamma ({s \over 2})}\int \limits _{0}^{\infty }x^{\frac {s}{2}}\psi (x)\,{\frac {dx}{x}}}
となる。ここで {\displaystyle f(x)=e^{-\pi x^{2}}} とおくと、{\displaystyle f(x)} はフーリエ変換に対し不変である。 {\displaystyle {\hat {f}}(y)=e^{-\pi y^{2}}}
また、フーリエ変換の定数倍の公式より、{\displaystyle g(x)=f(ax)} のフーリエ変換は  {\displaystyle {\hat {g}}(x)={\frac {1}{|a|}}f\left({\frac {x}{a}}\right)} である。 
よってポアソン和公式から以下が成り立つ。
{\displaystyle \sum _{n=-\infty }^{\infty }{e^{-n^{2}\pi x}}={1 \over {\sqrt {x}}}\sum _{n=-\infty }^{\infty }{e^{-n^{2}\pi  \over x}}}
よって
{\displaystyle 2\psi (x)+1={1 \over {\sqrt {x}}}\left\{2\psi \left({1 \over x}\right)+1\right\}}
である。よって
{\displaystyle \pi ^{-{s \over 2}}\Gamma \left({s \over 2}\right)\zeta (s)=\int _{0}^{1}x^{s \over 2}\psi (x)\,{\frac {dx}{x}}+\int _{1}^{\infty }x^{s \over 2}\psi (x)\,{\frac {dx}{x}}}
は以下の式と等しい。
{\displaystyle \int \limits _{0}^{1}x^{s \over 2}\left\{{1 \over {\sqrt {x}}}\psi \left({1 \over x}\right)+{1 \over 2{\sqrt {x}}}-{1 \over 2}\right\}\,{\frac {dx}{x}}+\int \limits _{1}^{\infty }x^{s \over 2}\psi (x)\,{\frac {dx}{x}}}
つまり
{\displaystyle {1 \over {s-1}}-{1 \over s}+\int \limits _{0}^{1}x^{{s-1} \over 2}\psi \left({1 \over x}\right)\,{\frac {dx}{x}}+\int \limits _{1}^{\infty }x^{{s} \over 2}\psi (x)\,{\frac {dx}{x}}}
よって
{\displaystyle \pi ^{-{s \over 2}}\Gamma \left({s \over 2}\right)\zeta (s)=-{1 \over {s({1-s})}}+\int \limits _{1}^{\infty }\left({x^{{1-s} \over 2}+x^{{s} \over 2}}\right)\psi (x)\,{\frac {dx}{x}}}
この式はすべての{\displaystyle s}について収束する。また、右辺は{\displaystyle s}を{\displaystyle 1-s}に変えても変化しないことから以下の等式が成り立つ。
{\displaystyle \pi ^{-{s \over 2}}\Gamma \left({s \over 2}\right)\zeta (s)=\pi ^{-{\frac {1-s}{2}}}\Gamma \left({\frac {1-s}{2}}\right)\zeta (1-s)}
ガンマ関数の乗法公式および相反公式より
{\displaystyle {\frac {\Gamma \left({\frac {1-s}{2}}\right)}{\Gamma \left({\frac {s}{2}}\right)}}={\frac {\Gamma \left({\frac {1-s}{2}}\right)\Gamma \left(1-{\frac {s}{2}}\right)}{\Gamma \left({\frac {s}{2}}\right)\Gamma \left(1-{\frac {s}{2}}\right)}}=2^{s}\pi ^{\frac {1}{2}}\Gamma (1-s)\cdot {\frac {\sin \left({\frac {\pi s}{2}}\right)}{\pi }}=2^{s}\pi ^{-{\frac {1}{2}}}\sin \left({\frac {\pi s}{2}}\right)\Gamma (1-s)}
よって
{\displaystyle \zeta (s)=2^{s}\,\pi ^{s-1}\,\sin \left({\frac {\pi s}{2}}\right)\,\Gamma (1-s)\,\zeta (1-s)}

## ゼータ関数と数論的関数
ゼータ関数を適当に組み合わせることにより、様々な数論的関数を係数とするディリクレ級数の母関数を得ることができる。
たとえば、ゼータ関数の逆数はメビウス関数 μ(n) を用いて
{\displaystyle {\frac {1}{\zeta (s)}}=\sum _{n=1}^{\infty }{\frac {\mu (n)}{n^{s}}}}
と表せる。この式と ζ(2) の値から、分布が一様であるという仮定の下、任意に取り出した2つの整数が互いに素である確率は {\displaystyle {\frac {6}{\pi ^{2}}}} であることが証明できる。
自然数 n の（正の）約数の個数と全ての約数の和は、どちらも約数関数として定義され、それぞれ、d(n)、 σ(n) で表すことができる。このとき、
{\displaystyle {\zeta (s)}^{2}=\sum _{n=1}^{\infty }{\frac {d(n)}{n^{s}}}}

{\displaystyle {\zeta (s)}\,{\zeta (s-1)}=\sum _{n=1}^{\infty }{\frac {\sigma (n)}{n^{s}}}}
が成り立ち、また、n と互いに素な n 以下の自然数の個数を
オイラーのφ関数 φ(n) で表すとき、
{\displaystyle {\frac {\zeta (s-1)}{\zeta (s)}}=\sum _{n=1}^{\infty }{\frac {\varphi (n)}{n^{s}}}}
なども成り立つ。

## ゼータ関数と素数計数関数
以下に素数分布、すなわち素数計数関数 π(x) とゼータ関数との関係を述べる。
まずゼータ関数のオイラー積表示の両辺において対数をとり、テイラー展開で和の中の対数を展開する：
{\displaystyle \log \zeta (s)=\log \prod _{p}{\frac {1}{1-p^{\!-s}}}=\sum _{p}\log {\frac {1}{1-p^{-s}}}=\sum _{p}\sum _{n=1}^{\infty }{\frac {1}{np^{\,ns}}}=\sum _{n=1}^{\infty }{\frac {1}{n}}\,\sum _{p}{\frac {1}{p^{\,ns}}}}
ここで各 n ≥ 1 について
{\displaystyle {\frac {1}{p^{\,ns}}}=s\!\int _{p^{n}}^{\infty }\!\!x^{\!-s-1}\,dx}
と変形して、先の式に代入すると
{\displaystyle \log \zeta (s)=\sum _{n=1}^{\infty }\!{\frac {1}{n}}\,\sum _{p}{\frac {1}{p^{\,ns}}}=s\!\sum _{n=1}^{\infty }\!{\frac {1}{n}}\,\sum _{p}\!\int _{p^{n}}^{\infty }\!\!x^{\!-s-1}\,dx=s\!\sum _{n=1}^{\infty }{\frac {1}{n}}\,\int _{1}^{\infty }\!\!\pi (x^{1/n})\,x^{\!-s-1}\,\mathrm {d} x}
通常
{\displaystyle \Pi (x)=\sum _{n=1}^{\infty }{\frac {1}{n}}\,\pi (x^{1/n})}
と置いて、最終的に上式は次のように書かれる。
{\displaystyle {\frac {\log \zeta (s)}{s}}=\int _{1}^{\infty }\!\!\Pi (x)\,x^{\!-s-1}\,\mathrm {d} x}
この公式に、メリン変換などと呼ばれる積分の反転公式を使うと、π(x) を表示する公式を求めることができる。この公式は、リーマンの素数公式、あるいは明示公式 (explicit formula) などと呼ばれている。なおメビウスの反転公式によって π(x) は
{\displaystyle \pi (x)=\sum _{n=1}^{\infty }{\frac {\mu (n)}{n}}\,\Pi (x^{1/n})}
と書けることを注意しておこう。
ゼータ関数の零点の分布に関する未解決問題であるリーマン予想は、素数公式の近似精度に関連している。この予想は純粋数学における最も重要な未解決問題であると考える数学者は多い。